# Exfoliering
Exfoliering eller peeling är en kosmetisk behandling som tar bort döda hudceller och avlagringar. Om man peelar huden innan man använder brun utan sol-produkter får man en mer hållbar effekt och en jämnare färg.
Exfoliering, eller mekanisk peeling, är en lösning eller kräm som innehåller små korn som slipar huden.
Kemisk peeling är en lösning som tar bort ytliga döda hudceller. Genom att skapa en lätt skada i huden stimuleras förnyelse av hudceller.